# Magnedens
Magnedens (Manyedin  en patois fribourgeois) est une localité et une ancienne commune suisse du canton de Fribourg, située dans le district de la Sarine.

## Histoire
Le village de Magnedens est listé comme propriété de la seigneurie d'Arconciel dès 1143. Quelques années plus tard (probablement 1156), le village est le siège d'une commanderie des hospitaliers. En 1484, le village fait partie du bailliage d'Illens, puis, en 1798, devient une commune attachée au district de Fribourg avant de rejoindre celui de la Sarine en 1848.
Le 1er janvier 1999, Magnedens fusionne avec sa voisine de Corpataux pour former la commune de Corpataux-Magnedens. Celle-ci va à son tour fusionner le 1er janvier 2016 avec Farvagny, Le Glèbe, Rossens et Vuisternens-en-Ogoz pour former la nouvelle commune de Gibloux.

## Personnalité
Gérard Charrière (1935), artiste-peintre.